# トマス・フィッツモーリス (第5代オークニー伯爵)
第5代オークニー伯爵トマス・ジョン・ハミルトン・フィッツモーリス（英語: Thomas John Hamilton FitzMaurice, 5th Earl of Orkney、1803年8月8日 – 1877年5月16日）は、スコットランド貴族。1820年から1831年までカークウォール子爵の儀礼称号を使用し、1833年から1874年までスコットランド貴族代表議員を務めた。議会では保守党に所属した。

## 生涯
カークウォール子爵ジョン・フィッツモーリス（トマス・フィッツモーリスと第4代オークニー女伯爵メアリー・フィッツモーリスの息子）とアン・マリア・ブラキエール（Anna Maria Blaquiere、1780年11月17日 – 1843年1月31日、初代ド・ブラキエール男爵ジョン・ブラキエールの娘）の息子として、1803年8月8日にデンビーシャーのスレウェニ・ホールで生まれた。
1831年12月20日に父方の祖母が死去すると、オークニー伯爵位を継承した。1833年から1874年までスコットランド貴族代表議員を務め、議会では保守党に所属した。
1839年5月14日、イギリス土木学会に加入した。
1877年5月16日にアイルランドのグランモア（Glanmore）で死去、息子ジョージ・ウィリアム・ハミルトンが爵位を継承した。

## 家族
1826年3月14日、シャーロット・イザベラ・アービー（Charlotte Isabella Irby、1807年3月11日 – 1883年9月7日、第3代ボストン男爵ジョージ・アービーの娘）と結婚、5男3女をもうけた。
- ジョージ・ウィリアム・ハミルトン（英語版）（1827年5月6日 – 1889年10月21日） - 第6代オークニー伯爵
- ヘンリー・ウォレンダー（Henry Warrender、1828年7月7日 – 1875年1月12日） - 1861年9月5日、サラ・ジェーン・ルース（Sarah Jane Roose、1880年2月13日没、ジョージ・ブラッドリー・ルースの娘）と結婚、子供あり。第7代オークニー伯爵エドモンド・ウォルター・フィッツモーリスの父
- フレデリック・オブライエン（Frederick O'Brien、1830年4月23日 – 1867年10月26日） - 1853年4月19日、メアリー・アン・テイラー・エイブラハム（Mary Anne Taylor Abraham、1924年1月26日没、ロバート・テイラー・スプーナー・エイブラハムの娘）と結婚、子供あり。第8代オークニー伯爵セシル・オブライエン・フィッツモーリス（英語版）の高祖父
- アレクサンダー・テンプル（1834年1月23日 – 1894年6月19日） - 1873年4月26日、アデラ・メアリー・リデル（Adela Mary Riddell、1915年3月2日没、エドワード・リデルの未亡人、サイモン・トマス・スクループの娘）と結婚
- ジェームズ・テレンス（James Terence、1835年2月26日 – 1917年4月8日） - 1861年3月21日、フランシス・ローダ・ウーズリー（Frances Rhoda Ouseley、1827年 – 1907年6月2日、サー・ウィリアム・ゴア・ウーズリー（英語版）の娘）と結婚、子供あり。1911年9月28日、イリナ・ホッジス（Eleanor Hodges、1913年7月5日没、ヘンリー・ホッジスの未亡人、セプティマス・H・パレアレットの娘）と再婚。子孫に第9代オークニー伯爵オリヴァー・ピーター・シンジョン（英語版）がいる
- イザベラ・エマ（1906年8月4日没） - 1858年10月11日、サミュエル・レオ・シュースター（Samuel Leo Schuster、1884年没、レオ・シュースターの息子）と結婚、子供あり。1886年1月11日、ハッシー・フェイン・キーン閣下（Hon. Hussey Fane Keane、1822年6月14日 – 1895年10月25日、初代キーン男爵ジョン・キーン（英語版）の息子）と再婚
- エミリー・シャーロット（1910年1月13日）
- マリア・ルイーザ（1917年10月6日没） - 1859年8月16日、エドマンド・ロバート・スピアマン（Edmund Robert Spearman、1837年5月10日 – 1918年10月6日、初代準男爵サー・アレクサンダー・ヤング・スピアマンの息子）と結婚、子供あり